# Pseudosaproecius portentosus
Pseudosaproecius portentosus är en skalbaggsart som beskrevs av Felsche 1907. Pseudosaproecius portentosus ingår i släktet Pseudosaproecius och familjen bladhorningar. Inga underarter finns listade i Catalogue of Life.